# Hundeballwurfmaschine
Die Hundeballwurfmaschine ist ein Hundespielzeug und orientiert sich an einer Tennisball-Wurfmaschine. Sie funktioniert, indem ein Hund einen kleinen Ball in einen dafür vorgesehenen Trichter wirft, der Ball weggeschleudert wird und ihn der Hund wieder apportieren soll. Der Vorgang kann beliebig wiederholt werden. Hundeballwurfmaschinen sind vor allem für kleinere Hunderassen konzipiert. 